# Viarmes (tổng)
Tổng Viarmes là một tổng, thuộc tỉnh Val-d'Oise trong vùng Île-de-France.

## Các xã
Tổng Viarmes gồm 10 xã:
- Viarmes (thủ phủ)(4 681 dân)
- Montsoult (3 519 dân)
- Asnières-sur-Oise (2 479 dân)
- Saint-Martin-du-Tertre (2 346 dân)
- Baillet-en-France (1 710 dân)
- Belloy-en-France (1 536 dân)
- Maffliers (1 370 dân)
- Seugy 	(1 049 dân)
- Noisy-sur-Oise (667 dân)
- Villaines-sous-Bois (583 dân)